# Reynoldsia robusta
Reynoldsia robusta är en tvåvingeart som först beskrevs av Stein 1911.  Reynoldsia robusta ingår i släktet Reynoldsia och familjen husflugor. Inga underarter finns listade i Catalogue of Life.